# Ханс Ото Еренрайх фон Абеншперг-Траун
Ханс Ото Еренрайх фон Абеншперг-Траун (на немски: Hans Otto Ehrenreich von Abensperg-Traun; * 28 юли 1610, Майсау, Холабрун, Долна Австрия; † 19 февруари 1659, Виена) от стария австрийски род Траун, е граф на Абеншперг-Траун.

## Произход и наследство
Той е син (от 13 деца) на Зигизмунд Адам фон Траун (1573 – 1637) и съпругата му фрайин Ева фон Полхайм (1576 – 1621), господарка на Вартенбург, дъщеря на Вайкхард фон Полхайм (1553 – 1609) и Сабина фон Лимпург-Шпекфелд († 1620), дъщеря на Карл I Шенк фон Лимпург (1498 – 1558?). Внук е на Йохан Бернхард фон Траун (1546 – 1580) и фрайин Мария фон Ауершперг (1552 – 1594), дъщеря на фрайхер Зигмунд Николаус фон Ауершперг (1522 – 1581/1591).
Фамилията Траун произлиза от Траунгау в Горна Австрия. Дворецът Траун е собственост на фамилията от 1120 г., а дворецът Майсау от 1526 г. През 1537 г. фамилията на господарите фон Траум наследява двореца и господството Майсау и започва да се интересува все повече за Долна Австрия.
През 1653 г. император Фердинанд III издига фамилията Траун на имперски граф с името фон Абеншперг-Траун. Император Леополд дава на синът му Ото Ернст Еренрайх I фон Абеншперг-Траун (1644 – 1715) господството Абенсберг в Бавария.
- Дворец Траун
- Дворец Майсау
- Палат Абеншперг-Траун във Виена

## Фамилия
Първи брак: на 30 ноември 1638 г. в Нюрнберг с фрайин Регина Кристина фон Цинцендорф-Потендорф (* 1611; † 30 август 1652, Виена), дъщеря на фрайхер Йохан Йоахим фон Цинцендорф-Потендорф (1570 1626) и Мария Юта (Юдит) фон Лихтенщайн-Фелдсберг (1575 – 1621). Те имат пет деца:
- Рената Регина Юстина фон Абеншперг-Траун (* 1640; † 7 март 1707, Бухау, Тюбинген), омъжена

1. на 20 ноември 1663 г. в Линц за Бартоломеус Кевенхюлер, господар на Лихтенщайн (* 25 юли 1626, Клагенфурт; † 28 юни 1678, Дунав при Ашау, Горна Бавария), син на Йохан Кевенхюлер, господар на Ландскрон (1597 – 1632), и Мария Елизабет фон Дитрихщайн (1607 – 1662)
2. на 10 януари 1681 г. за граф Готхард Хелфрид фон Велц († 3 август 1724, Виена)

- Зигмунд Адам (*/† 1641)
- Ева Изабелла (*1642), абатиса във Виена
- Ото Ернст Еренрайх I фон Абеншперг-Траун (* 13 март 1644, Агшайн; † 9 септември 1715, Виена), 1694 г. рицар на Ордена на Златното руно, женен

1. на 6 февруари 1668 г. във Виена за фрайин Мария Кристина фон Цинцендорф и Потендорф (* 19 септември 1650, Виена; † 30 ноември 1689, Виена)
2. на 2 септември 1691 г. във Виена за графиня Естер Юлиана Аполония фон Оперсдорф (* 3 февруари 1663, Обер-Глогау; † 16 октомври 1701, Виена)
3. на 15 юли 1704 г. във Виена за графиня Мария Елизабет фон Ленгхайм (* 24 януари 1666, Грац; † 10 май 1719, Виена)

- Ернст Юлиус (1645 – 1693)

Втори брак: на 7 май 1656 г. във Виена с фрайин Мария фон Цинцендорф-Потендорф († 1680), дъщеря на фрайхер Георг Кристиан фон Цинцендорф-Потендорф и фрайин Кристина цу Киндберг. Бракът е бездетен.